# 셜록 홈즈의 모험

<셜록 홈즈의 모험> 표지

《셜록 홈즈의 모험》(The Adventures of Sherlock Holmes)은 아서 코넌 도일이 집필한 12편의 단편 소설 모음집이다. 주인공은 셜록 홈즈이며 삽화는 시드니 파젯(Sidney Paget)이 그렸다.
《셜록 홈즈의 모험》은 셜록 홈즈 단편 소설의 첫 번째 모음집이며, 각 단편 소설은 1891년 7월부터 1892년 6월까지 스트랜드 잡지(Strand Magazine)에 발표되었다. 《셜록 홈즈의 모험》은 1892년 10월 14일 George Newnes 출판사에 의해 영국에서 출판되었고, 미국판은 같은 해 10월 15일 하퍼 사에서 발행했다. 초판 발행부는 14,500본이었다.
이 책은 1929년 작가인 아서 코넌 도일의 신비주의 때문에 소비에트 연방에서 금지되었다. (작품 내에서 신비주의는 거의 나타나지 않았다.) 후에 금지조치는 철회되었다.

## 내용
수록된 12편은 다음과 같다:
- 《보헤미아 왕국의 스캔들》 (A Scandal in Bohemia)
- 《붉은 머리 연맹》 (The Adventure of the Red-Headed League)
- 《신랑의 정체》 (A Case of Identity)
- 《보스콤 계곡의 비밀》 (The Boscombe Valley Mystery)
- 《다섯 개의 오렌지 씨앗》 (The Five Orange Pips)
- 《입술 뒤틀린 사나이》 (The Man with the Twisted Lip)
- 《푸른 카벙클》 (The Adventure of the Blue Carbuncle)
- 《얼룩끈의 비밀》 (The Adventure of the Speckled Band)
- 《어느 기술자의 엄지손가락》 (The Adventure of the Engineer's Thumb)
- 《귀족 독신남》 (The Adventure of the Noble Bachelor)
- 《녹주석 보관》 (The Adventure of the Beryl Coronet)
- 《너도밤나무집》 (The Adventure of the Copper Beeches)